# 奥村邦夫
奥村 邦夫（おくむら くにお）は東京都出身。1978年川崎汽船株式会社入社。バンコック駐在員、東京大井トラフィックセンター長等を歴任。東京外国語大学社会・国際貢献情報センターセンター員。
日本チリ協会事務局長。日本ペルー協会事務局長。天野博物館友の会事務局長。エルサルバドル共和国名誉領事付。
一般社団法人ヒューマン＆アニマル・ライツ機構顧問
JAPOLAC（一般社団法人日本ラテンアメリカカリブ振興協会）顧問
NPOイスパJP理事　　
永吉渉外法律事務所顧問